# Delray Beach International Tennis Championships 2010 - Qualificazioni singolare
Le qualificazioni del singolare del Delray Beach International Tennis Championships 2010 sono state un torneo di tennis preliminare per accedere alla fase finale della manifestazione. I vincitori dell'ultimo turno sono entrati di diritto nel tabellone principale. In caso di ritiro di uno o più giocatori aventi diritto a questi sono subentrati i lucky loser, ossia i giocatori che hanno perso nell'ultimo turno ma che avevano una classifica più alta rispetto agli altri partecipanti che avevano comunque perso nel turno finale.
Le qualificazioni del Delray Beach International Tennis Championships 2010 prevedevano 32 partecipanti di cui 4 accedevano al tabellone principale.

## Teste di serie
1. Kevin Kim (secondo turno)
2. Carsten Ball (secondo turno)
3. Kevin Anderson (qualificato)
4. Robert Kendrick (qualificato)

1. Paul Capdeville (secondo turno)
2. Donald Young (primo turno)
3. Jesse Witten (primo turno)
4. Carlos Salamanca (ultimo turno)

## Qualificati
1. Nick Lindahl
2. Ryan Harrison

1. Kevin Anderson
2. Robert Kendrick

## Tabellone

### Legenda
| - Q = Qualificato - WC = Wild card - LL = Lucky loser | - ALT = Alternate - SE = Special Exempt - PR = Protected Ranking | - w/o = Walkover - r = Ritirato - d = Squalificato |

### Sezione 1
|  | Primo turno       | Primo turno       | Primo turno       | Primo turno | Primo turno |  |  | Secondo turno   | Secondo turno   | Secondo turno   | Secondo turno | Secondo turno |   |   | Terzo turno    | Terzo turno    | Terzo turno | Terzo turno | Terzo turno |  |
|  |                   |                   |                   |             |             |  |  |                 |                 |                 |               |               |   |   |                |                |             |             |             |  |
|  | 1                 | Kevin Kim         | Kevin Kim         | 6           | 6           |  |  |                 |                 |                 |               |               |   |   |                |                |             |             |             |  |
|  |                   | Rik De Voest      | Rik De Voest      | 4           | 4           |  |  | Kevin Kim       | Kevin Kim       | Kevin Kim       | 4             | 4             |   |   |                |                |             |             |             |  |
|  | Yang Tsung-hua    | Yang Tsung-hua    | Yang Tsung-hua    | 7           | 6           |  |  | Yang Tsung-hua  | Yang Tsung-hua  | Yang Tsung-hua  | 6             | 6             |   |   |                |                |             |             |             |  |
|  | Julien Carsuzaa   | Julien Carsuzaa   | Julien Carsuzaa   | 5           | 2           |  |  |                 |                 |                 |               |               |   |   | Yang Tsung-hua | Yang Tsung-hua | 6           | 2           | 3           |  |
|  | Nick Lindahl      | Nick Lindahl      | Nick Lindahl      | 6           | 6           |  |  |                 |                 | Nick Lindahl    | Nick Lindahl  | 4             | 6 | 6 |                |                |             |             |             |  |
|  | Marinko Matosevic | Marinko Matosevic | Marinko Matosevic | 2           | 1           |  |  | Nick Lindahl    | Nick Lindahl    | Nick Lindahl    | 6             | 6             |   |   |                |                |             |             |             |  |
|  | 5                 | Paul Capdeville   | Paul Capdeville   | 6           | 6           |  |  | Paul Capdeville | Paul Capdeville | Paul Capdeville | 3             | 3             |   |   |                |                |             |             |             |  |
|  |                   | Peter Polansky    | Peter Polansky    | 3           | 4           |  |  |                 |                 |                 |               |               |   |   |                |                |             |             |             |  |

### Sezione 2
|  | Primo turno   | Primo turno        | Primo turno   | Primo turno | Primo turno |  |  | Secondo turno      | Secondo turno      | Secondo turno      | Secondo turno      | Secondo turno |   |    | Terzo turno   | Terzo turno   | Terzo turno | Terzo turno | Terzo turno |  |
|  |               |                    |               |             |             |  |  |                    |                    |                    |                    |               |   |    |               |               |             |             |             |  |
|  | 2             | Carsten Ball       | Carsten Ball  | 7           | 6           |  |  |                    |                    |                    |                    |               |   |    |               |               |             |             |             |  |
|  |               | Ryler Deheart      | Ryler Deheart | 5           | 3           |  |  | Carsten Ball       | Carsten Ball       | 6                  | 65                 | 3             |   |    |               |               |             |             |             |  |
|  | Ryan Harrison | Ryan Harrison      | Ryan Harrison | 7           | 7           |  |  | Ryan Harrison      | Ryan Harrison      | 2                  | 7                  | 6             |   |    |               |               |             |             |             |  |
|  | Luka Gregorc  | Luka Gregorc       | Luka Gregorc  | 5           | 5           |  |  |                    |                    |                    |                    |               |   |    | Ryan Harrison | Ryan Harrison | 6           | 5           | 7           |  |
|  | Yuki Bhambri  | Yuki Bhambri       | Yuki Bhambri  | 6           | 6           |  |  |                    |                    | Izak Van Der Merwe | Izak Van Der Merwe | 4             | 7 | 62 |               |               |             |             |             |  |
|  | Marcel Felder | Marcel Felder      | Marcel Felder | 4           | 3           |  |  | Yuki Bhambri       | Yuki Bhambri       | 6                  | 4                  | 5             |   |    |               |               |             |             |             |  |
|  |               | Izak Van Der Merwe | 2             | 6           | 6           |  |  | Izak Van Der Merwe | Izak Van Der Merwe | 4                  | 6                  | 7             |   |    |               |               |             |             |             |  |
|  | 6             | Donald Young       | 6             | 3           | 3           |  |  |                    |                    |                    |                    |               |   |    |               |               |             |             |             |  |

### Sezione 3
|  | Primo turno           | Primo turno           | Primo turno           | Primo turno | Primo turno |  |  | Secondo turno         | Secondo turno         | Secondo turno    | Secondo turno    | Secondo turno    |   |   | Terzo turno    | Terzo turno    | Terzo turno    | Terzo turno | Terzo turno |  |
|  |                       |                       |                       |             |             |  |  |                       |                       |                  |                  |                  |   |   |                |                |                |             |             |  |
|  | 3                     | Kevin Anderson        | Kevin Anderson        | 6           | 0           |  |  |                       |                       |                  |                  |                  |   |   |                |                |                |             |             |  |
|  |                       | Giovanni Lapentti     | Giovanni Lapentti     | 1           | 0R          |  |  | Kevin Anderson        | Kevin Anderson        | Kevin Anderson   | 6                | 7                |   |   |                |                |                |             |             |  |
|  | Olivier Sajous        | Olivier Sajous        | Olivier Sajous        | 7           | 7           |  |  | Olivier Sajous        | Olivier Sajous        | Olivier Sajous   | 3                | 67               |   |   |                |                |                |             |             |  |
|  | Jack Sock             | Jack Sock             | Jack Sock             | 64          | 5           |  |  |                       |                       |                  |                  |                  |   |   | Kevin Anderson | Kevin Anderson | Kevin Anderson | 6           | 6           |  |
|  | Pierre-Ludovic Duclos | Pierre-Ludovic Duclos | Pierre-Ludovic Duclos | 6           | 6           |  |  |                       |                       | Carlos Salamanca | Carlos Salamanca | Carlos Salamanca | 4 | 4 |                |                |                |             |             |  |
|  | Alejandro González    | Alejandro González    | Alejandro González    | 2           | 3           |  |  | Pierre-Ludovic Duclos | Pierre-Ludovic Duclos | 6                | 4                | 5                |   |   |                |                |                |             |             |  |
|  | 8                     | Carlos Salamanca      | 5                     | 7           | 4           |  |  | Carlos Salamanca      | Carlos Salamanca      | 4                | 6                | 7                |   |   |                |                |                |             |             |  |
|  |                       | Ričardas Berankis     | 7                     | 64          | 1R          |  |  |                       |                       |                  |                  |                  |   |   |                |                |                |             |             |  |

### Sezione 4
|  | Primo turno        | Primo turno        | Primo turno   | Primo turno | Primo turno |  |  | Secondo turno   | Secondo turno   | Secondo turno   | Secondo turno | Secondo turno |    |   | Terzo turno     | Terzo turno     | Terzo turno | Terzo turno | Terzo turno |  |
|  |                    |                    |               |             |             |  |  |                 |                 |                 |               |               |    |   |                 |                 |             |             |             |  |
|  | 4                  | Robert Kendrick    | 5             | 6           | 6           |  |  |                 |                 |                 |               |               |    |   |                 |                 |             |             |             |  |
|  |                    | Michael McClune    | 7             | 3           | 4           |  |  | Robert Kendrick | Robert Kendrick | Robert Kendrick | 6             | 6             |    |   |                 |                 |             |             |             |  |
|  | Tim Smyczek        | Tim Smyczek        | 5             | 7           | 7           |  |  | Tim Smyczek     | Tim Smyczek     | Tim Smyczek     | 4             | 2             |    |   |                 |                 |             |             |             |  |
|  | Alex Bogomolov Jr. | Alex Bogomolov Jr. | 7             | 6(1)        | 6           |  |  |                 |                 |                 |               |               |    |   | Robert Kendrick | Robert Kendrick | 3           | 7           | 6           |  |
|  | Jamie Baker        | Jamie Baker        | Jamie Baker   | 6           | 6           |  |  |                 |                 | Jamie Baker     | Jamie Baker   | 6             | 62 | 2 |                 |                 |             |             |             |  |
|  | Eric Hechtman      | Eric Hechtman      | Eric Hechtman | 1           | 2           |  |  | Jamie Baker     | Jamie Baker     | 2               | 6             | 7             |    |   |                 |                 |             |             |             |  |
|  |                    | Vincent Millot     | 6             | 3           | 6           |  |  | Vincent Millot  | Vincent Millot  | 6               | 3             | 63            |    |   |                 |                 |             |             |             |  |
|  | 7                  | Jesse Witten       | 4             | 6           | 3           |  |  |                 |                 |                 |               |               |    |   |                 |                 |             |             |             |  |